# Championnat de Macao de football 2009
Navigation
Saison précédente Saison suivante
La saison 2009 du Championnat de Macao de football est la soixantième édition du Campeonato da Primeira Divisão, le championnat de première division à Macao. Les huit meilleures équipes macanaises sont regroupées au sein d’une poule unique où elles s’affrontent deux fois au cours de la saison. En fin de saison, les deux derniers du classement sont relégués et remplacés par les deux meilleures équipes de deuxième division. L'équipe de Macao des moins de 23 ans est protégée de la relégation, le temps pour elle de préparer le tournoi de football des Jeux de l'Asie de l'Est de 2009.
C'est le Grupo Desportivo de Lam Pak qui est sacré cette saison après avoir terminé en tête du classement, avec deux points d'avance sur l'un des promus de Segunda Divisão, Windsor Arch Ka I. Il s’agit du neuvième titre de champion de Macao de l’histoire du club.
L'avant-saison est perturbée par l'exclusion de deux clubs : le tenant du titre, le Clube Desportivo Monte Carlo et Va Luen. Les deux formations sont en conflit avec la fédération à la suite de leur refus de participer à un tournoi de préparation durant l'automne. Cette décision entraîne leur suspension pour une saison.

## Les clubs participants
- Grupo Desportivo de Lam Pak
- PSP Macao
- Vong Chiu
- Hoi Fan
- Grupo Desportivo Artilheiros - Promu de Segunda Divisão
- Macao U23
- Windsor Arch Ka I - Promu de Segunda Divisão
- Hong Lok - Promu de Segunda Divisão

## Compétition
Le barème utilisé pour établir le classement est le suivant :
- Victoire : 3 points
- Match nul : 1 point
- Défaite : 0 point

### Classement
| Rang | Équipe                        | Pts | J  | G  | N | P  | Bp | Bc | Diff |
| ---- | ----------------------------- | --- | -- | -- | - | -- | -- | -- | ---- |
| 1    | Grupo Desportivo de Lam Pak   | 39  | 14 | 13 | 0 | 1  | 57 | 8  | +49  |
| 2    | Windsor Arch Ka I'P'C         | 37  | 14 | 12 | 1 | 1  | 41 | 10 | +31  |
| 3    | Macao U23                     | 24  | 14 | 7  | 3 | 4  | 20 | 18 | +2   |
| 4    | Hoi Fan                       | 19  | 14 | 6  | 1 | 7  | 24 | 33 | -9   |
| 5    | Grupo Desportivo ArtilheirosP | 17  | 14 | 5  | 2 | 7  | 24 | 34 | -10  |
| 6    | PSP Macao                     | 14  | 14 | 4  | 2 | 8  | 20 | 23 | -3   |
| 7    | Vong Chiu                     | 11  | 14 | 3  | 2 | 9  | 22 | 36 | -14  |
| 8    | Hong LokP                     | 1   | 14 | 0  | 1 | 13 | 8  | 54 | -46  |

|  | Champion de Macao 2009                                          |
|  | Relégation directe en Segunda Divisão                           |
|  | C : Vainqueur de la Coupe de Macao P : Promu de Segunda Divisão |

### Résultats
| Résultats (▼dom., ►ext.) | ART | HOF | HOL | KAI | LPK  | MFA | POL | VCH |
| GD Artilheiros           |     | 2-0 | 3-0 | 1-3 | 0-6  | 1-1 | 3-2 | 0-0 |
| Hoi Fan                  | 3-1 |     | 3-1 | 2-4 | 0-3  | 2-0 | 4-3 | 4-3 |
| Hong Lok                 | 1-6 | 3-4 |     | 0-4 | 0-10 | 0-1 | 1-1 | 0-1 |
| Windsor Arch Ka I        | 5-0 | 6-1 | 5-1 |     | 2-1  | 1-1 | 3-0 | 4-3 |
| GD Lam Pak               | 7-1 | 2-0 | 8-1 | 1-0 |      | 3-1 | 1-0 | 3-1 |
| MFA Development          | 2-0 | 3-1 | 2-1 | 1-2 | 0-4  |     | 1-0 | 3-2 |
| PSP Macao                | 2-0 | 4-1 | 1-0 | 0-1 | 1-2  | 1-1 |     | 1-0 |
| Vong Chiu                | 2-6 | 0-0 | 6-1 | 0-3 | 1-6  | 0-3 | 5-4 |     |

## Bilan de la saison
| Championnat de Macao de football 2009 |                                        |
| Champion                              | Grupo Desportivo de Lam Pak (9e titre) |
| Coupes et trophées                    |                                        |
| Vainqueur de la Coupe de Macao 2009   | Windsor Arch Ka I                      |
| Qualifications continentales          |                                        |
| Coupe du président de l'AFC 2010      | Aucun                                  |
| Promotions et relégations             |                                        |
| Promus en Primeira Divisão            | Kuan Tai                               |
| Promus en Primeira Divisão            | FC Porto de Macau                      |
| Relégués en Segunda Divisão           | Vong Chiu                              |
| Relégués en Segunda Divisão           | Hong Lok                               |